# Juan Antonio Luna
Juan Antonio Luna (* 17. Mai 1959 in Mexiko-Stadt) ist ein mexikanischer Fußballtrainer und ehemaliger -spieler, der vorwiegend im Mittelfeld agierte. Luna war ein wichtiger Stammspieler der erfolgreichsten Mannschaft des Club América in der Geschichte der mexikanischen Primera División, die zwischen 1984 und 1989 insgesamt fünf Meistertitel gewann. Bei den ersten vier Titeln hatte Luna erfolgreich mitgewirkt.

## Leben

### Stationen als Spieler
Sein erstes Spiel in der mexikanischen Primera División bestritt Luna am 14. Oktober 1979 beim Superclásico Mexicano zwischen Chivas und América, der 1:1 endete. Sein erstes Erstligator gelang ihm am 16. Dezember 1979 beim 4:1-Heimsieg des Club América gegen den Puebla FC, als er in der 77. Minute den Endstand zum 4:1 herstellte.
Sein letztes Spiel für América bestritt er am letzten Spieltag der Punktspielrunde der Saison 1987/88 beim 2:0-Auswärtssieg in Puebla. In der anschließenden Liguilla kam er nicht mehr zum Einsatz und wechselte am Saisonende zum seinerzeitigen Stadtrivalen Necaxa, bei dem er für die nächsten vier Jahre bis zum Ende der Saison 1991/92 unter Vertrag stand. In der Saison 1992/93 beendete er seine aktive Laufbahn im Dress des Puebla FC, für den er nur noch dreimal zum Einsatz kam. Sein letztes Erstligaspiel bestritt Luna am 1. November 1992 beim 1:0-Auswärtssieg gegen Chivas Guadalajara.

### Nationalmannschaft
Zwischen 1980 und 1987 absolvierte Luna insgesamt 18 Einsätze für die mexikanische Nationalmannschaft, in denen er zwei Tore erzielte.
Sein Debüt im Dress der Nationalmannschaft bestritt er bei der 0:1-Niederlage gegen die Auswahl Südkoreas am 28. Februar 1980. Sein erstes Länderspieltor gelang ihm am 18. Oktober 1980 im WM-Qualifikationsspiel gegen Kanada, in dem ihm der späte Ausgleichstreffer zum 1:1 in der 89. Minute gelang. Sein zweites und letztes Tor für „El Tri“ erzielte er zur 1:0-Führung in der 38. Minute beim 3:2-Sieg gegen China am 17. März 1987.

### Stationen als Trainer
Seinen bisher größten Erfolg als Trainer feierte Luna am Ende der Saison 2001/02, als der von ihm trainierte Club San Luis die Meisterschaft der zweitklassigen Primera División 'A' gewann und den Aufstieg in die erste Liga schaffte. Dort trainierte Luna die Mannschaft noch während der Saison 2002/03.
In den folgenden Jahren arbeitete er als Cheftrainer bei den Tigrillos UANL (2003/04), einem Filialteam der Tigres UANL, sowie den Aguilas de la Riviera Maya (2005/06) und dem Socio Águila FC (2007–2009), Filialteams des Club América, bei dem er bereits während der Saison 2004/05 als Co-Trainer in der ersten Liga tätig war.
Nach weiteren Stationen in Diensten seines Exvereins San Luis (2009) und beim Club Tijuana (2010) stand Luna zuletzt als Co-Trainer in der Zweitliga-Saison 2011/12 bei den Reboceros La Piedad unter Vertrag.

## Erfolge

### Als Spieler
- Mexikanischer Meister: 1983/84, 1984/85, Prode 85, 1987/88
- CONCACAF Champions’ Cup: 1987

### Als Trainer
- Mexikanischer Zweitligameister: 2001/02